# 奧卡站
奧卡站（羅馬化：Okskaya）是莫斯科地鐵涅克拉索夫卡線的一個興建中的車站。車站在2020年3月27日啟用 。

## 名稱
站名來自所在街道奧卡街，而該街道又以莫斯科河的支流奧卡河命名。